# De Thibaults

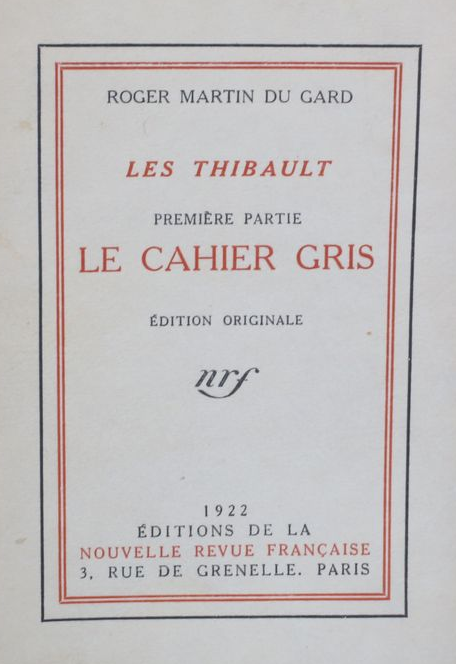
De eerste aflevering in 1922

De Thibaults (originele Franse titel Les Thibault) is een roman van de Franse schrijver Roger Martin du Gard. 
Het verhaal speelt zich af in Frankrijk in de aanloop naar de Eerste Wereldoorlog. Het is een familieroman in die zin dat het de karakters en de verhoudingen ontleedt van de twee hoofdpersonages, Jacques Thibault en zijn ruim tien jaar oudere broer Antoine. Meer naar het einde toe wordt het ook een politieke of historische roman. Jacques sluit zich aan bij de jonge socialistische internationale. Als iedereen de oorlog voelt aankomen, is hij een overtuigd pacifist maar hij moet met lede ogen aanzien hoe hun actiebereidheid om de oorlog te verhinderen stilaan omslaat. Ook zijn Duitse en zijn Franse socialistische vrienden worden in de oorlogsstemming in hun land meegesleept. Een andere strekking ziet in de oorlog een kans om de revolutie te bespoedigen. Zijn pacifistisch idool Jean Jaurès wordt kort voor het uitbreken van de oorlog vermoord.    
Martin du Gard publiceerde dit boek in afleveringen van de Nouvelle Revue française:
- 1922: Les Thibault: Le Cahier gris (Het grijze schrift)
- 1922: Les Thibault: Le Pénitencier (Het verbeteringsgesticht)
- 1923: Les Thibault: La Belle Saison (Onbezorgde dagen)
- 1928: Les Thibault: La Consultation (Het spreekuur)
- 1928: Les Thibault: La Sorellina (La Sorellina)
- 1929: Les Thibault: La Mort du père (De dood van de vader)
- 1936: Les Thibault: l'Été 1914 (Zomer 1914)
- 1940: Les Thibault: l'Épilogue (Epiloog)

In 1937 ontving de schrijver de Nobelprijs voor Literatuur "voor de artistieke kracht en waarheid waarmee hij het menselijk conflict verbeeldde evenals sommige fundamentele aspecten van het eigentijdse leven in zijn romancyclus Les Thibault". In het Nederlandse taalgebied bleven de schrijver en het boek relatief onbekend tot de Nederlandse vertaling door Anneke Alderlieste. Die is uitgegeven door Meulenhoff in twee delen: Deel 1 (2014, 862 blz.) tot De dood van de vader; Deel 2 (2015, 1037 blz.) Zomer 1914 en Epiloog.   

## Inhoud
Deel 1.
In een schriftje ontwikkelt Jacques Thibault een intens schrijfgesprek met zijn klasgenoot Daniel. Jacques heeft een streng katholieke vader en Daniel een belijdend protestantse moeder. De twee scholieren besluiten uit Parijs te vluchten en worden pas na een zoekactie van enkele dagen terugvonden in Marseille. Als ook het schriftje gevonden wordt, meent de katholieke schooloverheid daarin homoseksuele trekjes te herkennen. Jacques wordt door zijn vader geplaatst in een gesticht in Crouy, een instelling die door hemzelf is opgericht en die door een strenge tucht de jongeren wil tot rust brengen.
Jacques' oudere broer Antoine, een jonge veelbelovende arts, heeft heel andere opvattingen dan zijn vader, onder andere over opvoeding, en slaagt er uiteindelijk in Jacques uit het gesticht te halen. Hij krijgt Jacques onder zijn hoede op voorwaarde dat hij elk contact met Daniel verbiedt. Jacques wordt toegelaten tot de École Normale en de twee jonge mannen beleven kortstondig de onbezorgde tijd van het belle époque van vóór de oorlog. Jacques wordt aangetrokken door zijn stiefzus, Gise, en ook door de jongere zus van zijn vriend Daniël, Jenny. Maar hij verdwijnt opnieuw en iedereen denkt dat hij dood is. In deze periode wordt Antoine als arts ook geconfronteerd met enkele extreme vormen van lijden, uiteindelijk ook van zijn vader.
Intussen spoort Antoine zijn broer op en hij vindt hem terug bij een groep linkse ballingen in Zwitserland. Jacques keert voor zijn stervende vader terug naar Parijs. Het is vooral ook een schok voor de twee meisjes, die gerouwd hadden om zijn dood. Jacques verwerpt de niet onaanzienlijke nalatenschap van zijn vader. 
Deel 2.
In de zomer van 1914 lopen de spanningen in Europa geleidelijk op en de politieke berichtgeving bepaalt ook de gesprekken van de verschillende personages in het boek. Na de moord op Jaurès (31 juli), die Jacques ziet gebeuren (fictie!) en de Franse mobilisatie (1 augustus) keert Jacques terug naar Zwitserland. Op 4 augustus start de Duitse invasie en Jacques onderneemt vanuit Bazel een laatste hopeloze actie aan het front in de Elzas om de soldaten op te roepen het vechten te staken.
In de Epiloog verneemt de lezer dat Antoine aan het front geraakt is door gifgas. Hij komt in een sanatorium terecht en als arts beseft hij dat hem een uitzichtloze aftakeling en een pijnlijk einde wacht. 